# David A.R. White
David Andrew Roy White (n. 12 mai 1970, Dodge City, Kansas, SUA) este un actor, scenaríst, producător și regizor de film american.